# Токугава Ијецуна
Токугава Ијецуна (1641-80), четврти шогун из династије Токугава.

## Владавина
Будући да је био малолетан када је именован за шогуна, био је у обавези да се ослања на саветнике додељене међу најмоћнијим вазалима куће Токугава. Ово је била прва појава будућег обрасца бакуфу политике у којој су чланови фудаи даимјоа, односно наследни вазали куће Токугава, вршили одлучујући утицај на политику шогуната преко Великог Већа.

### Најважнији догађаји
- 1651. Ијецуна је наследио Ијемицуа; шогунат открива заверу Јуи Шосецуа.
- 1652. "Кабуки за младиће" (вакашу) је забрањен у Еду; Џоо ера почиње 18. септембра.
- 1655. Мејреки ера почиње 13. априла; конфучијански научник Јамазаки Ансаи отвара приватну школу у Кјоту.
- 1656. Незаконита купатила постају популарна у Еду.
- 1657. Велики пожар уништава велике делове Еда; нова лиценцирана четврт, Шин Јошивара, основана је у близини Асакусе; даимјо поседа Мито, Токугава Мицукуни, почиње компилацију Историја великог Јапана.
- 1658. Манџи ера почиње 23. јула.
- 1661. Камбун ера почиње 25. априла; Кимпира џорури улази у период велике популарности у Еду.
- 1662. У Осаки је основано позориште Такеда.
- 1663. Закони за ратничке куће су ревидирани како би се забранило ратницима да изврше самоубиство након смрти свог господара; ватромет је забрањен у Еду.
- 1665. Асаи Риои објављује свој Укијо моногатари (Прича о лебдећем свету); шогунат издаје прописе којима се уређују храмови и свештеници.
- 1666. Појављује се двадесетотомни илустровани лексикон Кимо зуи (Илустрације и дефиниције за обуку неучених).
- 1672. Под руководством Кавамура Зуикена, организована је западна и источна приобална морска пловидба.
- 1673. Емпо ера почиње 21. септембра; породица Мицуи отвара своју продавницу текстила Ечигоја у Еду.
- 1679. Шогунат погубио самураја без господара Хираи Гомпачија, који се склонио у лиценцирану четврт Јошивара и пљачкао грађане.[2]
- 1680. Токугава Цунајоши је именован за шогуна.